# Nastawniczy
Ten artykuł należy dopracować:

przedstawiono sytuację tylko z polskiej perspektywy – artykuł powinien być przekrojowy.
Pomóż go poprawić. Na stronie dyskusji mogą znajdywać się pomocne komentarze.

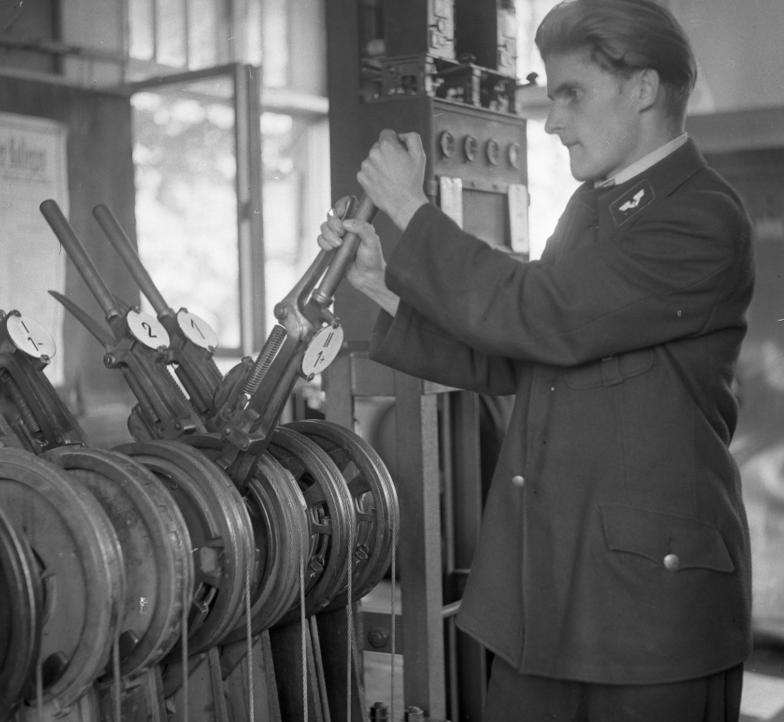
Nastawniczy

Nastawniczy – pracownik kolei bezpośrednio związany z prowadzeniem i bezpieczeństwem ruchu kolejowego, pracujący w nastawniach. 
Dyżurny ruchu może prowadzić ruch pociągów za pośrednictwem nastawniczych, którzy pracują w osobnych nastawniach wykonawczych, albo razem z dyżurnymi ruchu w nastawniach dysponujących. Nastawniczowie mogą nastawiać sygnały zezwalające dla pociągów na semaforach wyłącznie na polecenie dyżurnego. Nastawniczy może samodzielnie prowadzić manewry.
W nastawni (technicznym posterunku nastawczym) nastawniczy prowadzi dokumentację techniczno-ruchową, obsługuje urządzenia do sterowania ruchem kolejowym oraz kolejowej łączności przewodowej i bezprzewodowej, kontroluje stan i utrzymuje w technicznej sprawności kolejowe rozjazdy, obsługuje przejazdy kolejowo-drogowe lub przejścia. Na polecenie dyżurnego ruchu przygotowuje drogi przebiegu dla pociągów oraz wyświetla sygnał zezwalający, obsługuje zwrotnice, zabezpiecza tabor przed zbiegnięciem (samoczynnym uruchomieniem i przemieszczeniem się w wyniku bezwładności, nachylenia torów itp.). Nastawniczy na polecenie dyżurnego ruchu może przekazywać pociągom rozkazy pisemne.
Anglojęzyczna nazwa tego stanowiska pracy, zgodnie z ustaleniami UE, brzmi signalman.
Zgodnie z przepisami PKP do wykonywania tego zawodu wymagane jest wykształcenie zasadnicze zawodowe i zawodowy staż pracy – co najmniej 2 lata w specjalności związanej z ruchem pociągów oraz dwudziestodniowe przygotowanie zawodowe.